# Joachim Lösch
Joachim Lösch  (* 3. Mai 1971 in Groß-Gerau) ist ein deutscher Jazzmusiker (Trompete, Flügelhorn, auch Gesang).

## Leben und Wirken
Lösch begann mit elf Jahren Trompete zu spielen; er erhielt zunächst eine klassische Ausbildung an der örtlichen Musikschule, dann am Peter-Cornelius-Konservatorium der Stadt Mainz. Als Jugendlicher gehörte er zur Big-Band der Immanuel-Kant-Schule Rüsselsheim unter Leitung von Horst Aussenhof, der ihn für den Jazz begeisterte. Nach dem Abitur studierte er Jazztrompete am Koninklijk Conservatorium Den Haag bei Ack van Rooyen und Jarmo Hoogendijk sowie klassische Trompete bei Beatrijs Korevaar. Während des Studiums war er Mitglied im Landesjugendjazzorchester Hessen unter Leitung von Wolfgang Diefenbach. Das Arbeitsstipendium der Stadt Frankfurt ermöglichte ihm einen mehrmonatigen Studienaufenthalt am Berklee College of Music in Boston.
1994 und 1995 wurde er zu Jugend-Bigband-Projekten des Hessischen Rundfunks mit Don Menza und Bob Florence eingeladen. 1997 und 1998 tourte er mit dem Musical Grease durch die Niederlande und Belgien. Mit Russ Spiegels Big Bang trat er beim Frankfurter Jazzfestival auf. Seit 1999 gehört er zum Landespolizeiorchester Rheinland-Pfalz; daneben ist er Mitglied im Swing Size Orchestra. Gemeinsam mit Horst Aussenhof gründete er das Quartett Hot Four, mit dem er international tourte und vier CDs bei Click Records vorlegte. Seit 2024 ist er Mitglied der Barrelhouse Jazzband und auch auf deren Album Forever New! zu hören.